# Droga krajowa nr 212 (Kostaryka)
Droga krajowa nr 212 (hiszp. Ruta Nacional Secundaria 212/Ruta 212) – jedna z dróg krajowych w Kostaryce. Znajduje się ona w prowincji San José.

## Opis
W prowincji San José droga krajowa nr 212 przebiega przez kanton Desamparados (przez dystrykty San Antonio, Patarrá i Damas).